# Alim Khan
Mohammed Alim Khan, né le 3 janvier 1880 à Boukhara (Émirat de Boukhara) et mort le 28 avril 1944 à Kaboul (Afghanistan), est le dernier émir de la dynastie Manghit de l'émirat de Boukhara, en Asie centrale. Son règne s'étend du 3 janvier 1911 au 30 août 1920. Durant celui-ci, en 1914-1915, il a fait ériger la médersa de l'émir Alim Khan à Boukhara. 
Bien que l'émirat de Boukhara ait été un protectorat de la Russie impériale à partir de 1868, l'émir était monarque absolu et chef religieux de son État. Déposé en 1920 par les Bolcheviks, il se réfugie à Kaboul, Afghanistan, où il meurt en 1944. Il est inhumé au cimetière Chouadoï Solehin. Richissime, son palais à Saint-Pétersbourg est toujours visible.

## Source
- La Voix de la Boukharie opprimée, Maisonneuve Frères, Paris, 1929 (éditeur scientifique : Hadji Yousoufbaï Moukimbaï) (OCLC 8969568)